# 新島物産
新島物産株式会社（にいじまぶっさん）は、東京都新島村にて抗火石（コーガ石）を採掘・加工を行う会社であり、またそのコーガ石の運搬に自社で貨物船も運航する。また、東京からは、一般貨物や生活物資などを積んで、東京～大島町・利島村・新島村・式根島・神津島・三宅島の各島へ寄港し、集配業務も行う。
新島本村ではブッサンストアーという商店も経営している。
- 新島本社

〒100-0402　東京都新島村本村一丁目7番1号
- 東京支店

〒135-0011　東京都江東区東陽三丁目26番26号
- 辰巳出張所

〒135-0053　東京都江東区辰巳三丁目21番16号
- 貨物船　新衛丸　新洋丸

なお、伊豆諸島航路を独占している東海汽船とは資本関係はない。